# Rasmus Prehn
Rasmus Prehn (ur. 18 czerwca 1973 w Høje-Taastrup) – duński polityk, poseł do Folketingetu, w latach 2019–2020 minister ds. pomocy rozwojowej, od 2020 do 2022 minister rolnictwa.

## Życiorys
Studiował socjologię na University of Leeds. W 2002 został absolwentem nauk społecznych na Uniwersytecie w Aalborgu. Pracował w centrali związkowej LO jako menedżer projektu, a także jako kierownik sekretariatu w Esbjerg Højskole i nauczyciel. Działacz Socialdemokraterne, zaczynał w jej organizacji młodzieżowej pod koniec lat 80. W latach 2001–2005 był radnym w Aalborgu. Z ramienia socjaldemokratów w 2005 po raz pierwszy uzyskał mandat posła do Folketingetu, z powodzeniem ubiegał się o reelekcję w kolejnych wyborach w 2007, 2011, 2015, 2019 i 2022.
W czerwcu 2019 został ministrem ds. pomocy rozwojowej w gabinecie Mette Frederiksen. W listopadzie 2020 w tym samym rządzie przeszedł na funkcję ministra żywności, rolnictwa i rybołówstwa, którą pełnił do grudnia 2022.